# Lucas Lóh
Lucas Eduardo Lóh (Toledo, 18 gennaio 1991) è un pallavolista brasiliano, schiacciatore del Minas.

## Palmarès

### Club
- Campionato brasiliano: 1

2011-12
- Campionato turco: 1

2017-18
- Coppa del Brasile: 1

2017
- Coppa di Turchia: 1

2017-18
- Supercoppa brasiliana: 2

2018,  2021
- Campionato sudamericano per club: 2

2012, 2022
- Campionato mondiale per club: 1

2021

### Nazionale (competizioni minori)
- Campionato mondiale Under-23 2013
- Coppa panamericana 2013
- Giochi panamericani 2019

### Premi individuali
- 2019 - Superliga Série A: Miglior schiacciatore